# 荷兰之声
《荷兰之声》（荷蘭語：The Voice of Holland，也称）是荷兰一档音乐真人秀节目。由John de Mol创办，2010年9月17日在RTL 4播出。2022年1月本节目因相关性骚扰丑闻而无限期停播。